# 회이퀴르 헤이다르 회익손
하우쿠르 헤이다르 하우크손(아이슬란드어: Haukur Heiðar Hauksson, 1991년 9월 1일 ~ )은 과거 아이슬란드 축구 국가대표팀에서 활약하였던 아이슬란드의 전 축구 선수이다.

## 국가대표 경력
2015년 1월 19일, 하우쿠르는 캐나다와의 경기에서 아이슬란드 대표로 첫 데뷔전을 치렀다.